# Session-At-Once
Session-At-Once (SAO) ist eine Disc-At-Once-Aufzeichnungsmethode für CDs und DVDs, bei der eine Session (deutsch: „Sitzung“) geschrieben wird, ohne den Laser auszuschalten oder neuzujustieren. Im SAO-Modus kann ein sogenannter B0-Pointer gesetzt werden. Dann wird das Medium nicht abgeschlossen und man kann weitere Sessions anhängen.
In einer Session sind einer oder mehrere Audio- oder Daten-Tracks enthalten. Audio-Player können nur die erste Session lesen, weswegen im Audio-Bereich mehrere Sessions (Multisession genannt) oft benutzt werden, um Bonus-Material unterzubringen. Dieses wird oft bei CD-Extra verwendet.
Im SAO-Modus können, ähnlich wie im RAW-Modus, bis zu 96 Bytes Subchannel-Daten geschrieben werden. Im Gegensatz zum RAW-Modus ist es jedoch nicht möglich, manipulierte TOCs, digitale Signaturen und manchmal Subchannel-basierte Kopiermechanismen zu duplizieren bzw. den Inhalt des P- bzw. Q-Subkanals zu beeinflussen.
SAO-Modi:
- RAW SAO – schreibt Daten unkorrigiert als „Audio-Sektoren“, beherrscht aber keine Subkanäle.
- RAW SAO 96 – erlaubt es, 96bit R-W-Subkanal-Daten zu schreiben. Allerdings ist der Modus nicht identisch mit RAW-96P oder RAW-96R, weil Daten im Brenner generiert werden.